# Polpochila rotundicollis
Polpochila rotundicollis är en skalbaggsart som beskrevs av Bates. Polpochila rotundicollis ingår i släktet Polpochila och familjen jordlöpare. Inga underarter finns listade i Catalogue of Life.